# Tetragnatha nubica
Tetragnatha nubica este o specie de păianjeni din genul Tetragnatha, familia Tetragnathidae, descrisă de Denis, 1955.
Este endemică în Niger. Conform Catalogue of Life specia Tetragnatha nubica nu are subspecii cunoscute.